# Boscarla de Pitcairn
La boscarla de Pitcairn (Acrocephalus vaughani) és una espècie d'ocell de la família dels acrocefàlids (Acrocephalidae) que habita zones arbustives i canyars de l'illa Pitcairn, a l'arxipèlag del mateix nom.